# 小行星1485
小行星1485（1485 Isa）是一颗围绕太阳公转的小行星。1938年7月28日，卡爾·威廉·萊茵姆特在海德堡发现了此天体。
这颗小行星的绝对星等为45.75235等。